# نعامية
نعامية (الاسم العلمي: Struthionidae) هي فصيلة من الطيور تتبع رتبة النعاميات من طائفة الطيور.

## أجناس
- نعامة